# 清水縣 (愛達荷州)
清水縣（英語：Clearwater County）是美国爱达荷州北部的一個縣，東鄰蒙大拿州，面積6,444平方公里。根據2020年美國人口普查，共有人口8,734人。縣治奥罗菲诺（Orofino）。該縣成立於1911年2月27日，縣名來自清水河。